# Euryomia maculosa
Euryomia maculosa är en skalbaggsart som beskrevs av Leon Fairmaire 1893. Euryomia maculosa ingår i släktet Euryomia och familjen Cetoniidae. Inga underarter finns listade i Catalogue of Life.